# Electronium
Electronium – instrument muzyczny z grupy elektrofonów elektromechanicznych wynaleziony przez inżyniera i awangardowego muzyka Raymonda Scotta w 1950, modyfikowany i używany do roku 1970. 
W swej istocie był to pierwszy elektroniczno-mechaniczny sekwencer. Zbudowany był na bazie 16 oscylatorów zaprojektowanych przez Roberta Mooga, zmodyfikowanych organów Hammonda, fal Martenota i dwóch clavivoxów. Całość umieszczona była w dużej konsoli (ok. 1,8 m wysokości, 3 m szerokości i 1,2 m głębokości) wraz z mechanizmem przekaźnikowym. Instrument mógł być programowany i odtwarzać skomplikowane przebiegi melodyczne i rytmiczne.